# Msza ludowa
Msza święta ludowa – jedna z dwóch form sprawowania Eucharystii (obok Mszy liturgicznej) w Kościele Katolickim Mariawitów przeznaczona do sprawowania zarówno przez kapłaństwo ludowe jak i kapłaństwo służebne złożone z mężczyzn i kobiet. Jest to skrócona i najprostsza forma sprawowania ofiary Mszy świętej.
Przy sprawowaniu Mszy ludowej kapłaństwo ludowe nie używa szat liturgicznych, ewentualnie komżę i stułę, chyba że przewodniczy wspólnemu zgromadzeniu modlitewnemu w domu, kaplicy lub w kościele.
Msza święta ludowa składa się z wezwania Ducha Świętego, spowiedzi przed Chrystusem, konsekracji, epiklezy, Komunii św. i dziękczynienia. Trwa około 15 minut. Jest często łączona z odprawianiem innego nabożeństwa.

## Podstawy wprowadzenia Mszy św. ludowej
Kapłaństwo ludowe w zostało zapowiedziane w sierpniu 1930 roku dwoma listami arcybiskupa Jana Marii Michała Kowalskiego: "O zniesieniu stanu duchownych" z d. 7.VIII.1930 roku i "O kapłaństwie powszechnym" z d. 21.VIII.1930 roku. Zostało wprowadzono już po rozłamie jaki dokonał się w mariawityzmie Listem Pasterskim Brata Arcybiskupa i Siostry Arcykapłanki do wszystkich braci kapłanów i sióstr kapłanek oraz wiernego objawieniom Mateczki ludu maryawickiego z 12 maja 1935 roku, w którym przełożeni odnieśli się do zaistniałej sytuacji i powołali się do początków chrześcijaństwa, kiedy nie było zorganizowanych struktur kościelnych i sprawowano Eucharystię po domach wiernych. Następnie zwrócili się do kapłaństwa służebnego: prosimy zatem Siostry Kapłanki i Braci Kapłanów, żeby uczyli lud Boży modlić się po domach, obywając się bez kościołów i kaplic specjalnych, aby każdy dom prawdziwie Maryawicki stał się przybytkiem miłym Panu i składał Bogu Ofiarę wonności serc czystych i miłujących. 29 sierpnia 1935 roku arcybiskup M. Michał skierował do wiernych Wezwanie do Adoracji, w którym napisał: Dobry Maryawita powinen co dzień odprawić Mszę Świętą ludową i przyjąć Pana Jezusa do swoich wnętrzności chodzić z Panem Jezusem w swem sercu, adorować Go, czyli czcić nieustannie Boga w duchu i prawdzie.
W wydanym w 1967 roku przez ośrodek w Felicjanowie Brewiarzyku Mariawickim, we wstępie do Mszy świętej ludowej napisano: Msza święta ludowa jest tak dawna, jak dawne jest chrześcijaństwo, jak to widać z Dziejów Apostolskich (2, 46). Jest ona pierwotną formą Ofiary Mszy św., takiej samej, jaką odprawił pierwszy raz Sam Pan Jezus na Ostatniej Wieczerzy. W jaki sposób Pan Jezus odprawił pierwszą Mszę św. w Wieczerniku, opisali Ewangeliści, każdy na swój sposób, ale na jedno się wszyscy zgadzają, że Pan Jezus, wziąwszy w Swe ręce chleb (pszenny, niekwaszony), przemienił go w Ciało Swoje tymi słowy: "To jest Ciało Moje", a następnie, wziąwszy kielich z winem w Swe ręce, przemienił to wino w Krew Swoją tymi słowy: "To jest Krew Moja". Oto istotnie niezbędna formuła do przemiany, czyli do przeistoczenia chleba i wina w Ciało i Krew Chrystusową. Inne słowa Chrystusa Pana, wypowiedziane przy Konsekracji na Ostatniej Wieczerzy, nie są istotne, lecz wyjaśniają znaczenie tej Boskiej Ofiary.

## Sposoby odprawiania Mszy św. ludowej
W zależności od duchowych potrzeb, okoliczności i możliwości przewidziane są różne sposoby sprawowania Mszy świętej ludowej. Msza ludowa nie ma charakteru stricte liturgicznego, co oznacza, że osoba przewodnicząca jej sprawowaniu, ma możliwość dokonywania modyfikacji jej formy. Podstawą, która jest niezmienna są słowa konsekracji, które należy wymawiać głośno, w skupieniu i z należytym szacunkiem.

### Najkrótszy sposób odprawiania Mszy św. ludowej
Ta forma przewidziana jest zwłaszcza dla mariawitów, którzy są prześladowani, spotykają się z szyderstwami i sprawują Mszę świętą potajemnie, jak pierwsi chrześcijanie. Odprawiana była m.in. przez arcybiskupa M. Michała w obozie koncentracyjnym, na obozowym chlebie i kawie.
Najkrótszy sposób odprawiania jest taki:
Przewodniczący bierze kawałek opłatka lub chleba, który kładzie na spodeczku, stojącym na czysto nakrytym stole, albo na dłoni, i mówi w imieniu Jezusa Chrystusa: Tak mówi Pan Jezus: To jest Ciało Moje.
Po wymówieniu tych słów spożywa Ciało Pańskie pod postacią chleba.
Następnie bierze trochę wina z winogron w kieliszek lub szklaneczkę, a nawet w koniecznej potrzebie – nalewa się kilka kropel wina na dłoń, i mówi w imieniu Jezusa Chrystusa: Tak mówi Pan Jezus: To jest Krew Moja.
Po wymówieniu tych słów spożywa Krew Pańską pod postacią wina.
Na koniec należy kieliszek i spodeczek obmyć wodą i wypić ją. Jeżeli zaś konsekracja odbyła się na dłoni – dłoń po spożyciu z niej Ciała i Krwi Pańskiej należy wodą opłukać lub wyssać pozostałe cząsteczki.
Po przyjęciu Ciała i Krwi Pańskiej należy trwać jakiś czas w skupieniu, jeśli to możliwe i modlić się, dziękując Bogu za łaskę przyjęcia tego Sakramentu.

### Powszechnie przyjęty sposób odprawiania Mszy św. ludowej
Ta forma przewidziana jest dla mariawitów modlących się indywidualnie, w rodzinach lub większym zgromadzeniu. Zalecana jest do odmawiania zwłaszcza w dni powszednie.
Należy przygotować stół, nakryć czystym, najlepiej białym, obrusem, postawić krzyż, świece, a z boku ampułkę i spodek z wodą oraz puryfikaterz i ręczniczek do palców. Na środku rozpościera się korporał, czyli czysty kawałek płótna, i na nim stawia się szklany kieliszek napełniony winem do połowy. Przed kieliszkiem stawia się spodek z krążkami opłatków w takiej ilości, żeby starczyły dla wszystkich obecnych na Mszy św.
Podczas Mszy ludowej wszyscy zachowują postawę klęczącą, chyba że zdrowie im na to nie pozwala. Modlitwa rozpoczyna się od znaku Krzyża św i odmówienia hymnu do Ducha Przenajświętszego. Potem wszyscy obecni żałują za swoje grzechy i odmawiają spowiedź powszechną, w trakcie której następuje chwila ciszy na rachunek sumienia i wyznanie grzechów. Po rozgrzeszeniu przewodniczący wymienia intencje w których sprawowana jest Msza święta, po czym następuje konsekracja.
Nad opłatkami położonymi na korporale wszyscy razem wymawiają: Tak mówi Pan Jezus: To jest Ciało Moje. Adorują pokonsekrowaną hostię i mówią modlitwę do Mateczki.
Podobnie nad winem mówią wszyscy: Tak mówi Pan Jezus: To jest Krew Moja. Adorują Krew Przenajdroższą i mówią modlitwę do Mateczki.
Po konsekracji odmawiają Modlitwę Pańską, Pozdrowienie Anielskie oraz akt adoracji Najsłodszego Serca Pana Jezusa utajonego w Przenajświętszym Sakramencie. Następnie można odmówić koronkę do Miłosierdzia Bożego, koronkę do Matki Bożej Nieustającej Pomocy i koronkę do Małżonki Barankowej.
Po odmówieniu modlitw wszyscy biją się w piersi mówiąc trzykrotnie: Panie nie jestem godzien, abyś wszedł do przybytku serca mojego, ale tylko rzeknij słowem, a będzie zbawiona dusza moja. Po tych słowach wszyscy przystępują do Komunii Świętej, którą przyjmują pod postaciami chleba i wina. W czasie dystrybucji można śpiewać pieśń o Przenajświętszym Sakramencie.
Po skończonej Komunii Świętej przewodniczący spożywa pozostałe konsekrowane komunikanty i wypija do końca Krew Przenajdroższą, następnie dwukrotnie odbywa kieliszek, spodek i palce, po czym wypija wodę. W czasie ablucji wszyscy odmawiają: Chwała i dziękczynienie.
Na zakończenie zaleca się przeczytać fragment Pisma Świętego, zwłaszcza Ewangelii według św. Jana i odmówić litanię do Ducha Świętego.

### Rozbudowany sposób odprawiania Mszy św. ludowej
Jest to forma pośrednia pomiędzy Mszą św. ludową a Mszą liturgiczną. Zaleca się, aby była sprawowana w niedziele i święta w większych zgromadzeniach, zwłaszcza w kościele lub kaplicy, gdzie na stałe przechowywany jest Przenajświętszy Sakrament. Jest ona pomocna dla tych kapłanów ludowych, którzy przewodnicząc parafialnym nabożeństwom, nie potrafią sprawować pełnej Mszy liturgicznej. Dzięki tej formie wierni mogą uczestniczyć w cyklu całego roku liturgicznego, przy zachowaniu formy Mszy ludowej, która jest prosta w odprawianiu dla wiernych.
Rozpoczyna się ona od wystawienia Przenajświętszego Sakramentu i kończy się błogosławieństwem Przenajświętszym Sakramentem. Całe nabożeństwo sprawowane jest wobec wystawionego w monstrancji Przenajświętszego Sakramentu.
Rozbudowany sposób odprawiania Mszy św. ludowej polega na włączeniu do powszechnie przyjętego sposobu odprawiania Mszy św. ludowej części zmiennych z Mszy świętej liturgicznej. A zatem do liturgii Mszy ludowej zostają dołączone następujące elementy:
- Wstęp
- Kolekta
- Lekcja
- Graduał, Traktus, Alleluja
- Sekwencja
- Ewangelia
- Antyfona na Ofiarowanie
- Sekreta
- Prefacja
- Antyfona Komunijna
- Pokomunia

Brewiarzyk mariawicki przewiduje tylko pięć formularzy mszalnych: o Przenajświętszym Sakramencie (przeznaczony na czwartki, jednakże można korzystać z niego codziennie), o Trójcy Przenajświętszej (przeznaczony na niedziele), o Najświętszej Maryi Pannie (przeznaczony na soboty i uroczystości maryjne), o Najświętszej Mateczce (przeznaczony na wtorki i uroczystości ku czci św. Marii Franciszki), Msza Święta Żałobna (przeznaczona na liturgie w intencji zmarłych). Do uczestnictwa w pełni roku liturgicznego niezbędny jest zatem Mszał Eucharystyczny wraz z Dodatkiem.